# Сергия за месо
„Сергия за месо“ (на нидерландски: Vleeskraam bij een herberg, met Maria die aalmoezen uitdeelt) е картина от нидерландския художник Питер Артсен от 1551 г.
Нарисувана е с масло върху дърво и е с размери 115,6 х 165 cm. Картината е от ранното творчество на художника.
Създадена е в ателието на художника в Антверпен, в близост до месния пазар, като на пръв поглед изглежда чисто светска картина. На преден план е представена струпана на купчини храна, която почти закрива малките и далечни фигури. В далечината вляво е представена Девата в Бягството към Египет, за да раздава хляб на бедните, пренебрегнати от богомолците, които са наредени на опашка пред църквата. От дясната страна е сцената с кръчмата и блудния син, който по-късно се разкайва и се завръща при баща си. В сергията има и множество християнски символи, някои от тях са скрити, но други са явни, като кръстосаните риби, символизиращи Разпятието.
Картината е морализаторска проповед за лакомията, милосърдието и вярата. Вероятно е свързана с Великите пости, когато яденето на месото е забранено.
Съществуват 4 варианта на картината (с различни имена), съхранявани по света:
- картина в Художствения музей на Северна Каролина в гр. Роли, щата Северна Каролина, САЩ;
- картина в Художествените колекции на Университета на Упсала, Швеция;
- 2 картини в ателието на художника в Антверпен, Нидерландия.